# タディランバッテリー
タディランバッテリー（Tadiran Batteries, Ltd.）はイスラエルのエクロンに本社を置く電池メーカーである。

## 概要

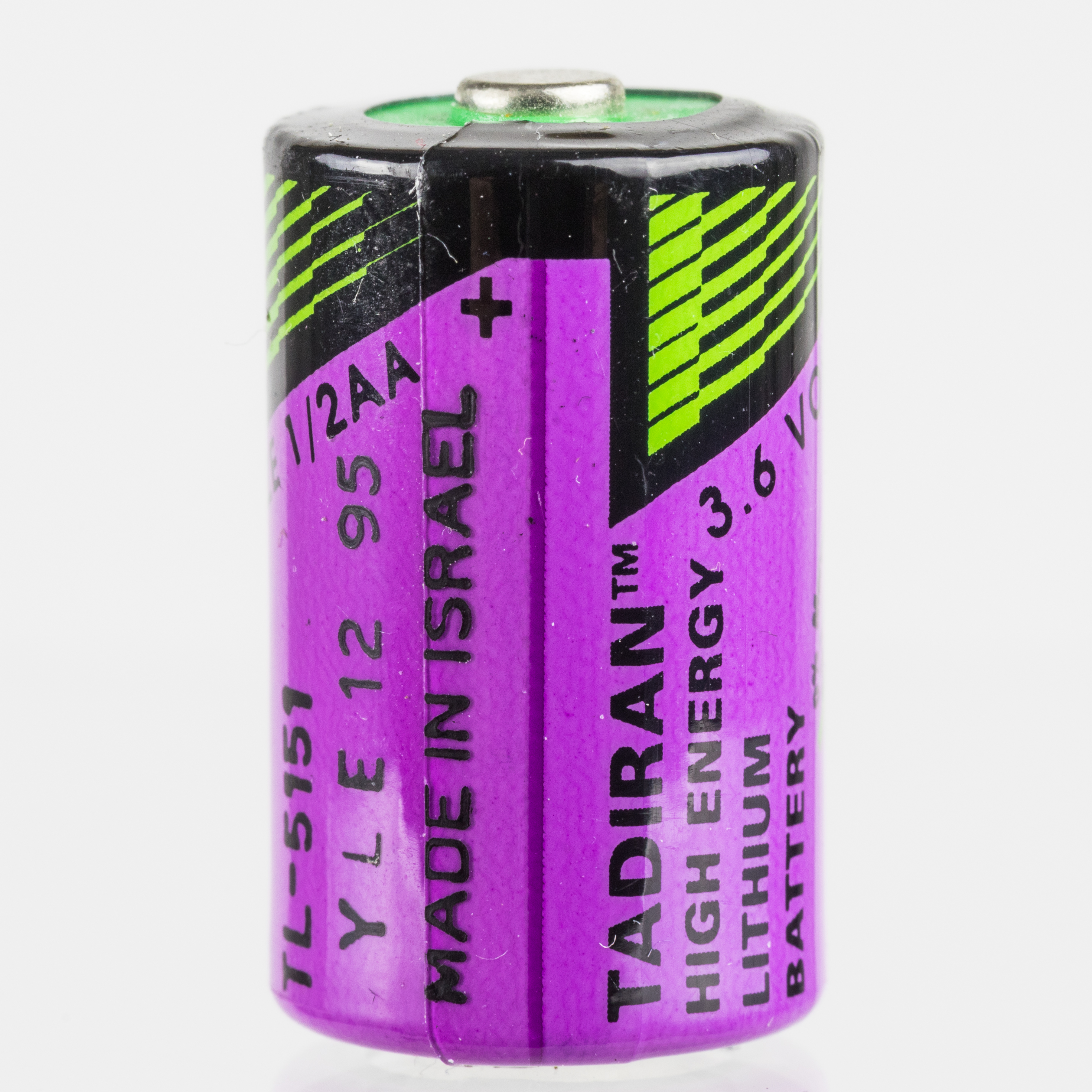
タディラン TL-5151 3.6Vリチウム1次電池、1/2AAサイズ（単三電池の半分の長さ）

1962年設立。ERセル（塩化チオニルリチウム電池）のリーディングサプライヤー。
ボビン（円筒形）タイプ、ウエハー（コイン形）タイプ、電池パックなどのERセルを製造販売している。
AppleのMacintosh用バックアップ電池としても利用されており、紫色に黒文字の外装が特徴。　

## 関連会社
- Tadiran U.S. Battery Division（米国法人）